# MTV Video Music Awards 2022
La 39ª edizione degli MTV Video Music Awards si è tenuta il 28 agosto 2022, presso il Prudential Center di Newark in New Jersey, ed è stata condotta da Jack Harlow, LL Cool J e Nicki Minaj.
La lista delle candidature è stata rivelata il 26 luglio 2022: Jack Harlow, Kendrick Lamar e Lil Nas X hanno ricevuto il maggior numero di nomination della serata, ottenendone sette.  Jack Harlow è l'artista che si è accaparrato il maggior numero di premi con ben 4 vittorie, seguito da Taylor Swift,  Harry Styles e  Lil Nas X con 3 ciascuno.

## Esibizioni
| Artisti                | Canzoni |
| Pre-show               | Pre-show |
| ---------------------- | --- |
| Dove Cameron           | Boyfriend e Breakfast |
| Saucy Santana          | Booty |
| Yung Gravy             | Betty |
| Show principale        | |
| Anitta                 | Envolver |
| Blackpink              | Pink Venom |
| Jack Harlow e Fergie   | First Class e Glamorous |
| J Balvin e Ryan Castro | Nivel de perreo |
| Kane Brown             | Grand |
| Lizzo                  | 2 Be Loved (Am I Ready) |
| Måneskin               | Supermodel |
| Marshmello e Khalid    | Numb |
| Nicki Minaj            | Medley: All Things Go Roman's Revenge Monster Beez in the Trap Chun-Li Moment 4 Life Super Bass Anaconda Super Freaky Girl |
| Panic! at the Disco    | Middle of a Breakup |

## Vincitori e candidati
In grassetto sono evidenziati i vincitori.

### Video dell'anno
- Taylor Swift – All Too Well (10 Minute Version) (Taylor's Version)
- Doja Cat – Woman
- Drake (featuring Future & Young Thug) – Way 2 Sexy
- Ed Sheeran – Shivers
- Harry Styles – As It Was
- Lil Nas X e Jack Harlow – Industry Baby
- Olivia Rodrigo – Brutal

### Artista dell'anno
- Bad Bunny
- Drake
- Ed Sheeran
- Harry Styles
- Jack Harlow
- Lil Nas X
- Lizzo

### Canzone dell'anno
- Billie Eilish – Happier than Ever
- Adele – Easy on Me
- Doja Cat – Woman
- Elton John e Dua Lipa – Cold Heart (Pnau Remix)
- Lizzo – About Damn Time
- The Kid Laroi e Justin Bieber – Stay

### Miglior artista esordiente
- Dove Cameron
- Baby Keem
- Gayle
- Latto
- Måneskin
- Seventeen

### Esibizione Push dell'anno
- Seventeen – Rock with You
- Doechii – Persuasive
- Gayle – ABCDEFU
- Griff – One Night
- Mae Muller – Better Days
- Muni Long – Baby Boo
- Nessa Barrett – I Hope Ur Miserable Until Ur Dead
- Omar Apollo – Tamagotchi
- Remi Wolf – Sexy Villain
- Shenseea – R U That
- Wet Leg – Chaise Longue

### Miglior collaborazione
- Lil Nas X e Jack Harlow – Industry Baby
- Drake (featuring Future & Young Thug) – Way 2 Sexy
- Elton John e Dua Lipa – Cold Heart (Pnau Remix)
- Megan Thee Stallion e Dua Lipa – Sweetest Pie
- Post Malone e The Weeknd – One Right Now
- Rosalía (featuring The Weeknd) – La fama
- The Kid Laroi e Justin Bieber – Stay

### Miglior video pop
- Harry Styles – As It Was
- Billie Eilish – Happier than Ever
- Doja Cat – Woman
- Ed Sheeran – Shivers
- Lizzo – About Damn Time
- Olivia Rodrigo – Traitor

### Miglior video hip-hop
- Nicki Minaj (featuring Lil Baby) – Do We Have a Problem?
- Eminem e Snoop Dogg – From the D 2 the LBC
- Future (featuring Drake & Tems) – Wait for U
- Kendrick Lamar – N95
- Latto – Big Energy
- Pusha T – Diet Coke

### Miglior video R&B
- The Weeknd – Out of Time
- Alicia Keys – City of Gods (Part II)
- Chlöe – Have Mercy
- H.E.R. – For Anyone
- Normani (featuring Cardi B) – Wild Side
- Summer Walker, SZA e Cardi B – No Love (Extended Version)

### Miglior video K-pop
- Lisa – Lalisa
- BTS – Yet to Come (The Most Beautiful Moment)
- Itzy – Loco
- Seventeen – Hot
- Stray Kids – Maniac
- Twice – The Feels

### Miglior video alternativo
- Måneskin – I Wanna Be Your Slave
- Avril Lavigne (featuring Blackbear) – Love It When You Hate Me
- Imagine Dragons e JID – Enemy
- Machine Gun Kelly (featuring Willow) – Emo Girl
- Panic! at the Disco – Viva Las Vengeance
- Twenty One Pilots – Saturday
- Willow e Avril Lavigne (featuring Travis Barker) – Grow

### Miglior video rock
- Red Hot Chili Peppers – Black Summer
- Foo Fighters – Love Dies Young
- Jack White – Taking Me Back
- Muse – Won't Stand Down
- Shinedown – Planet Zero
- Three Days Grace – So Called Life

### Miglior video latino
- Anitta – Envolver
- Bad Bunny – Tití me preguntó
- Becky G e Karol G – Mamiii
- Daddy Yankee – Remix
- Farruko – Pepas
- J Balvin e Skrillex – In da Getto

### Miglior video con un messaggio sociale
- Lizzo – About Damn Time
- Kendrick Lamar – The Heart Part 5
- Latto – Pussy
- Rina Sawayama – This Hell
- Stromae – Fils de joie

### Miglior esibizione nel metaverso
- Blackpink – The Virtual (PUBG)
- BTS (Minecraft)
- Charli XCX (Roblox)
- Justin Bieber – An Interactive Virtual Experience (Wave)
- Rift Tour (featuring Ariana Grande) (Fortnite)
- Twenty One Pilots – Concert Experience (Roblox)

### Miglior film musicale
- Taylor Swift – All Too Well (10 Minute Version) (Taylor's Version)
- Billie Eilish – Happier than Ever: A Love Letter to Los Angeles
- Foo Fighters – Studio 666
- Kacey Musgraves – Star-Crossed
- Madonna – Madame X
- Olivia Rodrigo – Driving Home 2 U

### Icona globale
- Red Hot Chili Peppers

### Miglior regia
- Taylor Swift – All Too Well (10 Minute Version) (Taylor's Version) (Taylor Swift)
- Baby Keem e Kendrick Lamar – Family Ties (Dave Free)
- Billie Eilish – Happier than Ever (Billie Eilish)
- Ed Sheeran – Shivers (Dave Meyers)
- Harry Styles – As It Was (Tanja Muïn'o)
- Lil Nas X e Jack Harlow – Industry Baby

### Migliore direzione artistica
- Lil Nas X e Jack Harlow – Industry Baby (Christian Breslauer)
- Adele – Oh My God
- Doja Cat – Get into It (Yuh)
- Drake (featuring Future & Young Thug) – Way 2 Sexy
- Kacey Musgraves – Simple Times
- Megan Thee Stallion e Dua Lipa – Sweetest Pie

### Migliore coreografia
- Doja Cat – Woman
- BTS – Permission to Dance
- FKA twigs (featuring The Weeknd) – Tears in the Club
- Harry Styles – As It Was
- Lil Nas X e Jack Harlow – Industry Baby
- Normani (featuring Cardi B) – Wild Side

### Miglior fotografia
- Harry Styles – As It Was
- Baby Keem e Kendrick Lamar – Family Ties
- Camila Cabello (featuring Ed Sheeran) – Bam Bam
- Kendrick Lamar – N95
- Normani (featuring Cardi B) – Wild Side
- Taylor Swift – All Too Well (10 Minute Version) (Taylor's Version)

### Miglior montaggio
- Rosalía – Saoko
- Baby Keem e Kendrick Lamar – Family Ties
- Doja Cat – Get into It (Yuh)
- Olivia Rodrigo – Brutal
- Taylor Swift – All Too Well (10 Minute Version) (Taylor's Version)
- The Weeknd – Take My Breath

### Migliori effetti speciali
- Lil Nas X e Jack Harlow – Industry Baby
- Billie Eilish – Happier than Ever
- Coldplay e BTS – My Universe
- Kendrick Lamar – The Heart Part 5
- Megan Thee Stallion e Dua Lipa – Sweetest Pie
- The Kid Laroi e Justin Bieber – Stay

### Canzone dell'estate
- Jack Harlow – First Class
- Bad Bunny e Chencho Corleone – Me porto bonito
- Beyoncé – Break My Soul
- Charlie Puth e Jung Kook – Left and Right
- Doja Cat – Vegas
- Future (featuring Drake & Tems) – Wait for U
- Harry Styles – Late Night Talking
- Kane Brown – Grand
- Latto e Mariah Carey (featuring DJ Khaled) – Big Energy (Remix)
- Lizzo – About Damn Time
- Marshmello e Khalid – Numb
- Nicki Minaj – Super Freaky Girl
- Nicky Youre e Dazy – Sunroof
- Post Malone (featuring Doja Cat) – I Like You (A Happier Song)
- Rosalía – Bizcochito
- Steve Lacy – Bad Habit

### Miglior gruppo
- BTS
- Blackpink
- City Girls
- Foo Fighters
- Imagine Dragons
- Måneskin
- Red Hot Chili Peppers
- Silk Sonic

### Album dell'anno
- Harry Styles – Harry's House
- Adele – 30
- Bad Bunny – Un verano sin ti
- Billie Eilish – Happier than Ever
- Drake – Certified Lover Boy

### Premio alla carriera (Michael Jackson Video Vanguard Award)
- Nicki Minaj